# Teemu Pulkkinen
Teemu Pulkkinen (* 2. Januar 1992 in Vantaa) ist ein finnischer Eishockeyspieler, der seit Februar 2025 beim HC La Chaux-de-Fonds aus der Swiss League unter Vertrag steht und dort auf der Position des rechten Flügelstürmers spielt. Zuvor war Pulkkinen unter anderem für die Detroit Red Wings, Minnesota Wild und Arizona Coyotes in der National Hockey League (NHL) aktiv und absolvierte darüber hinaus über 300 Partien in der Kontinentalen Hockey-Liga (KHL).

## Karriere

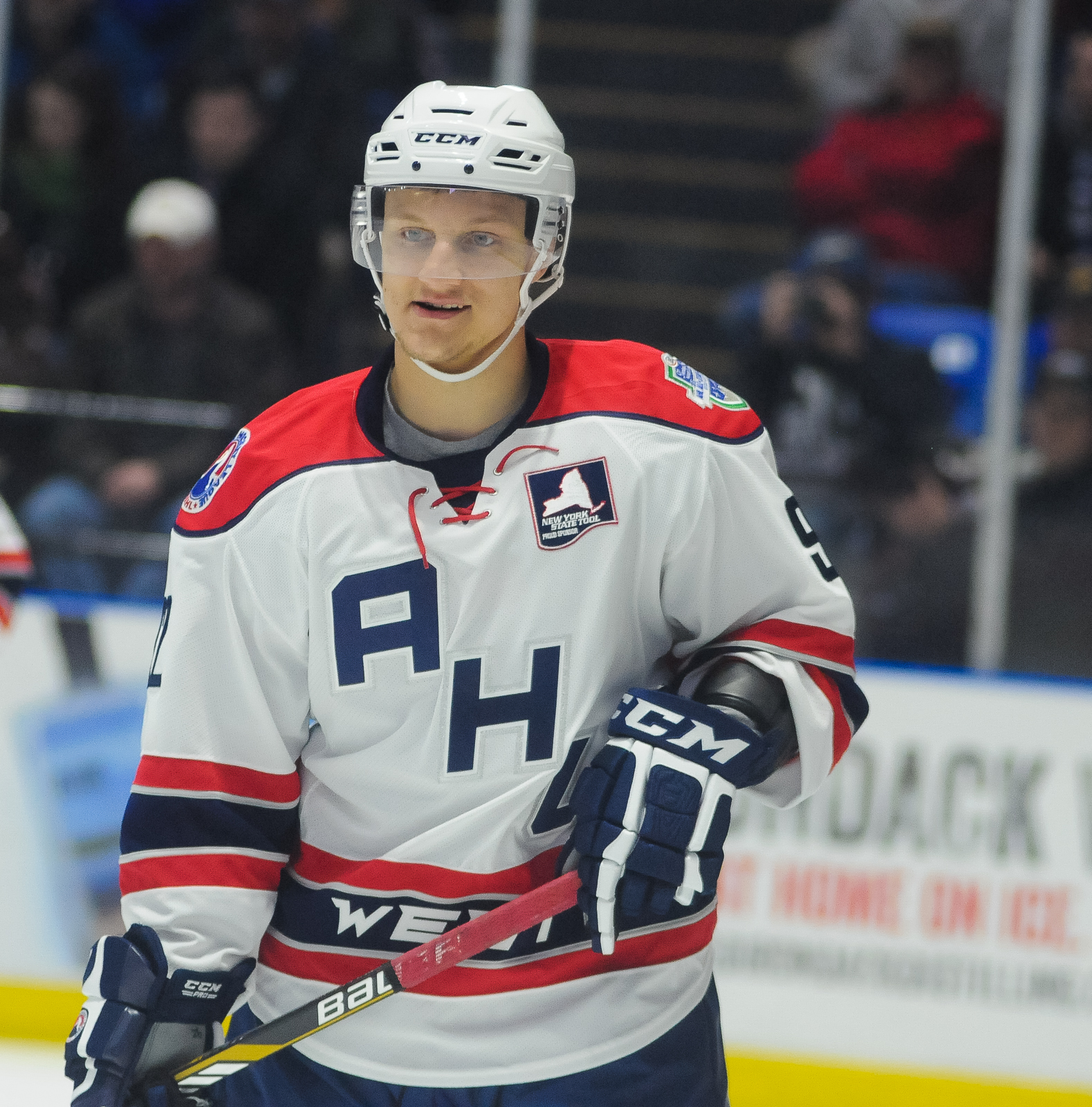
Pulkkinen beim AHL All-Star Classic (2015)

Pulkkinen begann seine Karriere als Eishockeyspieler in der Nachwuchsabteilung von Jokerit Helsinki, mit dessen U18-Junioren er in der Saison 2007/08 an der B-Junioren SM-sarja teilnahm und am Saisonende finnischer Meister wurde. Zudem wurde er mit 23 Toren Torschützenkönig der Spielklasse. während der folgenden Spielzeit spielte er weiter für die U18- und U20-Junioren des Vereins, bevor er für die Profimannschaft von Jokerit sein Debüt in der SM-liiga gab. In drei Spielen blieb er dabei punktlos und erhielt sechs Strafminuten. In der folgenden Spielzeit erzielte er in zwölf Spielen seine ersten drei Scorerpunkte, davon ein Tor, im professionellen Eishockey für Jokerit. Anschließend wurde er im NHL Entry Draft 2010 in der vierten Runde als insgesamt 111. Spieler von den Detroit Red Wings ausgewählt, nachdem er bereits 2009 im KHL Junior Draft vom HK Dinamo Minsk ausgewählt worden war.
Ende Mai 2012 erhielt Pulkkinen einen NHL-Einstiegsvertrag von den Red Wings, wurde aber zunächst an Jokerit ausgeliehen. Im April 2013 holten ihn die Red Wings dann nach Nordamerika und setzten ihn bei den Grand Rapids Griffins in der American Hockey League (AHL) ein. Im März 2014 kam er dann zu seinem Debüt in der NHL. Während der Saison 2014/15 kam der Finne zu 31 Einsätzen in der NHL, wurde mit 34 Treffern allerdings trotzdem bester Torschütze in der AHL und erhielt dafür den Willie Marshall Award. Seine 14 Tore in den AHL-Playoffs stellten ebenfalls den Bestwert dar, woraufhin er am Ende der Saison ins First All-Star Team gewählt wurde. Kurz vor Saisonbeginn wurde er im Oktober 2016 über den Waiver von den Minnesota Wild verpflichtet. Bei den Wild konnte sich der Angreifer nicht im NHL-Aufgebot etablieren, spielte hauptsächlich für die Iowa Wild in der AHL und wurde schließlich im Februar 2017 ohne weitere Gegenleistung an die Arizona Coyotes abgegeben.
Im Juni 2017 wurde Pulkkinen dann im NHL Expansion Draft 2017 von den Vegas Golden Knights ausgewählt. Dort kam er allerdings nur in der AHL bei den Chicago Wolves zum Einsatz, bevor er im Sommer 2018 nach Europa zurückkehrte und sich dem HK Dinamo Minsk aus der Kontinentalen Hockey-Liga (KHL) anschloss. Dort verbrachte der Finne eineinhalb Spielzeiten, ehe er innerhalb der Liga zum HK Dynamo Moskau wechselte, wo er von Dezember 2019 bis zum November 2020 aktiv war. Im Verlauf der Spielzeit 2020/21 zog er zu Lokomotive Jaroslawl weiter, um im Sommer 2021 schließlich beim HK Traktor Tscheljabinsk anzuheuern. Dort war der Finne zwei Spielzeiten lang aktiv, bis sein Vertrag im Sommer 2023 nicht verlängert wurde und er daher im September desselben Jahres zum Ligakonkurrenten Kunlun Red Star wechselte.
Zur Saison 2024/25 unterschrieb Pulkkinen einen Einjahresvertrag bei den Schwenninger Wild Wings aus der Deutschen Eishockey Liga (DEL). Bis Mitte Dezember 2024 kam der Finne zu 22 Einsätzen für den SERC und erzielte dabei elf Scorerpunkte, ehe der geschlossene Vertrag in beiderseitigem Einvernehmen aufgelöst wurde. Der Stürmer wechselte daraufhin zum HK Poprad aus der slowakischen Extraliga, wo er allerdings nur zwei Monate verweilte. Mit dem HC La Chaux-de-Fonds aus der Swiss League schloss sich der Finne im Februar 2025 bereits dem dritten Klub in dieser Spielzeit an.

### International
Für Finnland nahm Pulkkinen an den U18-Junioren-Weltmeisterschaften 2009 und 2010 teil. Bei beiden Turnieren gewann er mit seiner Mannschaft die Bronzemedaille. Zuvor gehörte er ab 2007 zur U17-Auswahlmannschaft Finnlands und nahm mit dieser an internationalen Turnieren teil.
Bei der Weltmeisterschaft 2016 vertrat er die A-Nationalmannschaft seines Heimatlandes erstmals bei einer WM und gewann dabei mit dem Team die Silbermedaille.

## Erfolge und Auszeichnungen
| - 2011 Jarmo Wasaman muistopalkinto - 2013 Calder-Cup-Gewinn mit den Grand Rapids Griffins - 2014 AHL All-Rookie Team | - 2015 Teilnahme am AHL All-Star Classic - 2015 Willie Marshall Award - 2015 AHL First All-Star Team |

### International
| - 2009 Bronzemedaille bei der U18-Junioren-Weltmeisterschaft - 2010 Bronzemedaille bei der U18-Junioren-Weltmeisterschaft - 2010 Topscorer der U18-Junioren-Weltmeisterschaft - 2010 Bester Torschütze der U18-Junioren-Weltmeisterschaft | - 2010 Bester Stürmer der U18-Junioren-Weltmeisterschaft - 2010 All-Star-Team der U18-Junioren-Weltmeisterschaft - 2016 Silbermedaille bei der Weltmeisterschaft |

## Karrierestatistik
Stand: Ende der Saison 2024/25

### International
Vertrat Finnland bei:
| - World U-17 Hockey Challenge 2009 - U18-Junioren-Weltmeisterschaft 2009 - U18-Junioren-Weltmeisterschaft 2010 | - U20-Junioren-Weltmeisterschaft 2011 - U20-Junioren-Weltmeisterschaft 2012 - Weltmeisterschaft 2016 |

(Legende zur Spielerstatistik: Sp oder GP = absolvierte Spiele; T oder G = erzielte Tore; V oder A = erzielte Assists; Pkt oder Pts = erzielte Scorerpunkte; SM oder PIM = erhaltene Strafminuten; +/− = Plus/Minus-Bilanz; PP = erzielte Überzahltore; SH = erzielte Unterzahltore; GW = erzielte Siegtore; 1 Play-downs/Relegation; Kursiv: Statistik nicht vollständig)